# Giovanni Stucky
Giovanni Stucky (Venezia, 27 maggio 1843 – Venezia, 21 maggio 1910) è stato un imprenditore svizzero noto per aver commissionato all'architetto Ernst Wullekopf la progettazione del Molino Stucky, un edificio industriale di Venezia situato all'estremità occidentale dell'isola della Giudecca.

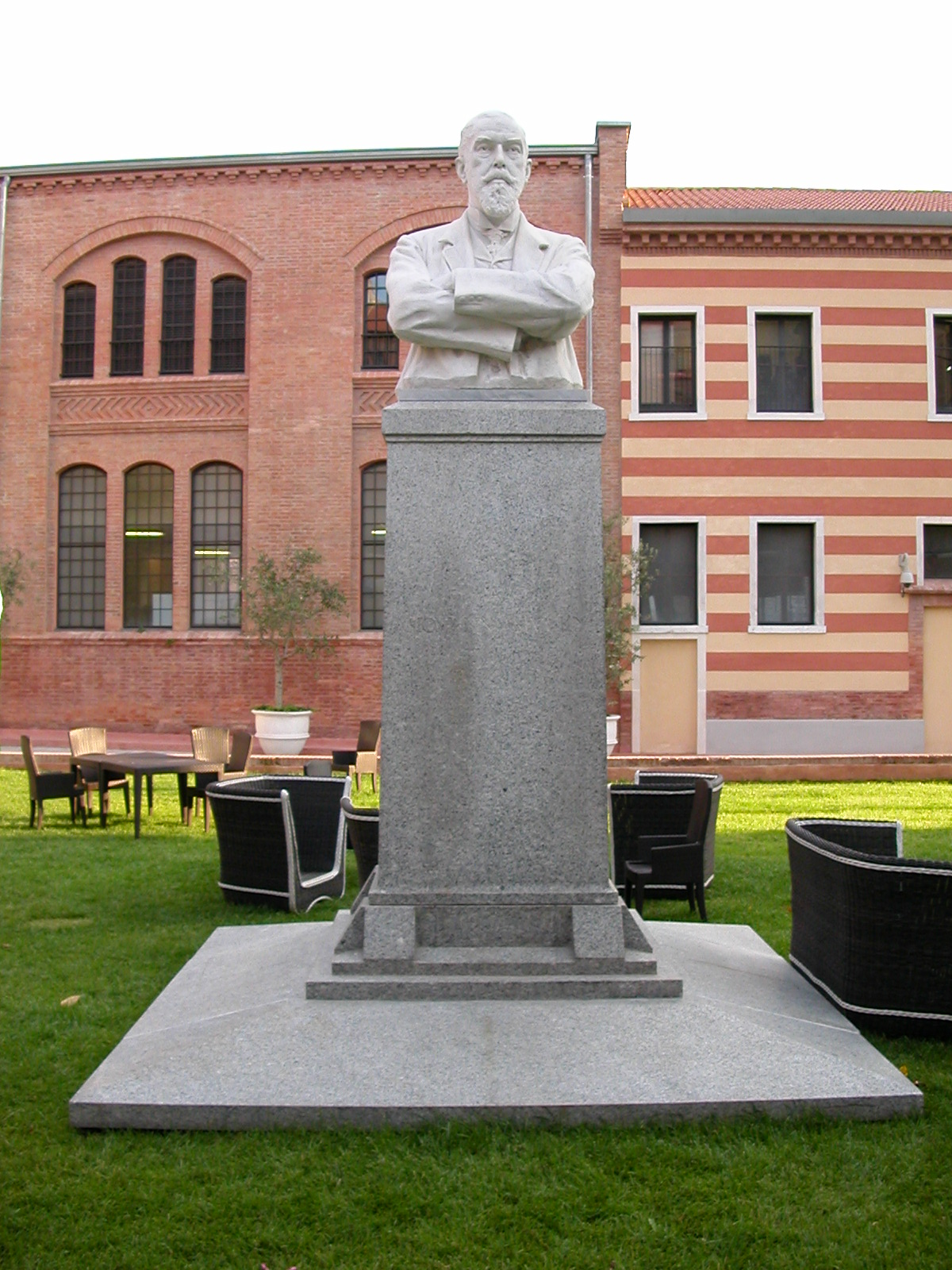
Busto nel Molino Stucky

Decise di posizionarlo lungo il Canale della Giudecca, in modo da sfruttare il canale per un veloce trasporto via acqua del grano.

## Biografia

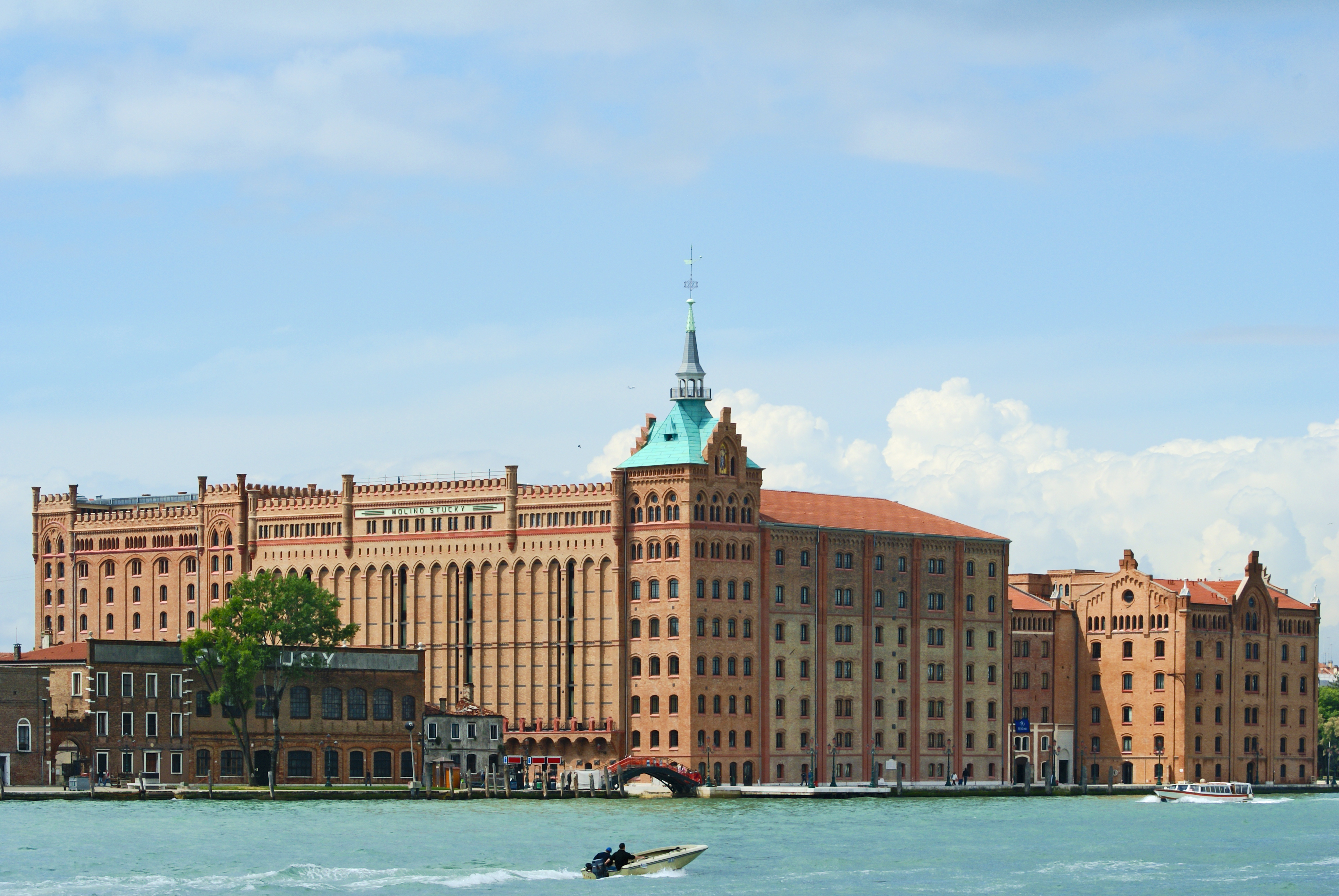
Il Molino Stucky

Il padre Hans, originario di Münsingen nel Canton Berna, nel 1837 si trasferì a Treviso dove aprì un piccolo mulino lungo il Sile e quindi, nel 1841, a Venezia. Pur essendo nati nella città lagunare, sia Giovanni sia il figlio  Gian Carlo mantennero per tutta la vita la cittadinanza svizzera. Giovanni Stucky completò la propria formazione a Budapest studiando le tecniche più avanzate dell'arte molitoria, che proprio in quegli anni era passata dalla ruota a pietra ai cilindri metallici.
Il 21 maggio 1910 Stucky fu assassinato alla stazione di Venezia Santa Lucia da Giovanni Vincenzo Bruniera, un dipendente che si riteneva danneggiato da alcune promesse mai mantenute da parte dell'imprenditore. Fu sepolto nella cappella di famiglia nel cimitero di San Michele a Venezia .